# Yacout El-Soury
Gaber Yacout El-Soury (in arabo جابر يعقوب الصورى‎?; Alessandria d'Egitto, ... – Alessandria d'Egitto, 2 luglio 1987) è stato un calciatore egiziano, di ruolo difensore.

## Carriera
Prese parte con la Nazionale egiziana ai Giochi Olimpici del 1928 e ai Mondiali del 1934.